# آثار الاحتباس الحراري على جنوب آسيا
تشمل آثار الاحتباس الحراري على جنوب آسيا الارتفاع المطرد في منسوب البحار، وزيادة النشاط الإعصاري، والتغيرات في درجة الحرارة المحيطة وأنماط الهطول. ومن المتوقع أن تؤثر الانهيارات الأرضية والفيضانات المتزايدة على ولايات مثل ولاية آسام. غمرت ارتفاعات منسوب البحر المستمرة بالفعل عدة جزر منخفضة في سونداربانس، ما أدى إلى تشريد آلاف الأشخاص. تعد بنغلاديش أولى الدول المتأثرة بتغير المناخ الحاد. إذ يتزايد منسوب البحر ودرجة الحرارة والتبخر فيها، وبدأت التغيرات في هطول الأمطار وفيضانات الأنهار العابرة للحدود تتسبب بالفعل في احتباس التصريف. وهناك نقص في توافر المياه العذبة، واضطرابات في العمليات المورفولوجية، وارتفاع في حدة الفيضانات. بالنسبة لارتفاع درجة الحرارة المحلية، يبلغ الرقم الذي توقعته اللجنة الدولية للتغيرات المناخية لمتوسط الزيادة السنوية في درجة الحرارة بحلول نهاية القرن في جنوب آسيا 3.3 درجة مئوية، ويتراوح نطاق الحد الأدنى-الأقصى بين2.7 و4.7 درجة مئوية. ستكون القيمة المتوسطة للتبت أعلى مع زيادة متوسطها 3.8 درجة مئوية وأرقام الحد الأعلى- الأقصى  2.6 و6.1 درجة مئوية على التوالي، ما يعني ظروف احترار أشد قسوة على مستجمعات المياه في الهيمالايا. وقد ينخفض الناتج المحلي الإجمالي في الهند بنسبة تصل إلى 9%، بسبب تغير مواسم زراعة المحاصيل الرئيسية مثل الأرز، الذي قد ينخفض إنتاجه بنسبة 40%. من المتوقع أن يُشرد نحو سبعة ملايين شخص، بسبب غمر أجزاء من مومباي وتشيناي، من بين عوامل أخرى، إذا ارتفعت درجات الحرارة العالمية بما لا يتجاوز درجتين مئويتين (3,6 درجة فهرنهايت).

## درجة الحرارة
وفقاً للجنة الدولية للتغيرات المناخية، واعتمادًا على السيناريو المتصور، فإن المتوسط العالمي المتوقع لظاهرة الاحترار السطحي سيؤدي إلى ارتفاع درجات الحرارة في مختلف أنحاء العالم في نهاية القرن الحادي والعشرين بالنسبة إلى نهاية القرن العشرين بما يتراوح بين 0.6 و4 درجات مئوية.
بالنسبة لارتفاع درجة الحرارة المحلية، يبلغ الرقم المتوقع الذي حددته اللجنة الدولية للتغيرات المناخية لمتوسط الزيادة السنوية في درجة الحرارة بحلول نهاية القرن في جنوب آسيا 3.3 درجة مئوية، ويتراوح نطاق الحد الأدنى-الأقصى من 2.7 إلى 4.7 درجة مئوية. ستكون القيمة المتوسطة للتبت أعلى مع زيادة متوسطها 3.8 درجة مئوية وأرقام نطاق الحد الأدنى-الأقصى 2.6 و6.1 درجة مئوية على التوالي، ما يعني ظروف أشد قسوة على مستجمعات المياه في الهيمالايا.

### ارتفاع مستوى سطح البحر
يتراوح ارتفاع مستوى سطح البحر الموافق لنهاية القرن الحادي والعشرين بالنسبة لنهاية القرن العشرين بين 0.18 و0.59 متر (باستثناء أي تغييرات ديناميكية سريعة في التدفقات الجليدية في المستقبل) [التوضيح مطلوب]. يتوقع تحليل حديث لعدد من النماذج شبه التجريبية ارتفاع منسوب البحر نحو متر واحد بحلول عام 2100. غمرت ارتفاعات مستوى سطح البحر المستمرة بالفعل عدة جزر منخفضة في سونداربانس ما أدى إلى تشريد آلاف الأشخاص. ترتفع درجة الحرارة على هضبة التبت، ما يتسبب في انحسار الجليد في الهيمالايا. من المتوقع أن يبتلع البحر مدينتي تتا وبادين التاريخية في السند، باكستان بحلول عام 2025، إذ يتجاوز البحر كل يوم بالفعل 80 فدانًا من الأرض هناك.
نُشرت دراسة في مجلة نيتشر كوميونيكيشنز في أكتوبر 2019، تقول إن عدد الأشخاص الذين سيتأثرون بارتفاع مستوى سطح البحر خلال القرن 21 أعلى بثلاثة أضعاف مما كان يعتقد سابقًا. بحلول عام 2050، سيكون 150 مليون شخص تحت خط المياه خلال المد المرتفع، وسيعيش 300 مليون شخص في مناطق بها فيضانات كل عام. وبحلول عام 2100، ستختلف هذه الأرقام اختلافًا حادًا تبعًا لسيناريو الانبعاثات. في سيناريو الانبعاثات المنخفضة، سيكون 140 مليون شخص تحت الماء خلال المد المرتفع وسيعاني 280 مليون من الفيضانات كل عام. في سيناريو الانبعاثات المرتفعة، تصل الأرقام إلى 540 مليون و640 مليون على التوالي. وسيعيش 70% من هؤلاء الأشخاص في 8 بلدان في آسيا: الصين، وبنغلاديش، والهند، وإندونيسيا، وتايلاند، وفيتنام، واليابان والفلبين. ويمكن أن تُغمر أجزاء كبيرة من مدينة هو تشي منه، ومومباي، وشنغهاي، بانكوك والبصرة.
فيما يلي التقديرات القديمة والجديدة للسكان الذين سيعيشون في منطقة من الفيضانات السنوية بحلول عام 2050، في 6 دول في آسيا، بالملايين: 
| البلد     | التقديرات القديمة | التقديرات الجديدة |
| الصين     | 29                | 93                |
| بنغلاديش  | 5                 | 42                |
| الهند     | 5                 | 36                |
| فيتنام    | 9                 | 31                |
| إندونيسيا | 5                 | 23                |
| تايلاند   | 1                 | 12                |

## التغيرات الملحوظة في البيئة الطبيعية والبشرية

### البيئية
من المتوقع أن تؤثر الانهيارات الأرضية والفيضانات المتزايدة على ولايات مثل آسام. ومن المتوقع أيضًا أن يزداد شيوع الكوارث البيئية، مثل حدث تبييض المرجان في عام 1998 الذي قتل أكثر من 70% من المرجان في النظم الإيكولوجية للشعاب المرجانية قبالة لكشديب وجزر أندمان، الناتج عن ارتفاع درجات حرارة المحيطات المرتبطة بالاحتباس الحراري.
تعد بنغلاديش أولى الدول المتأثرة بتغير المناخ الحاد. إذ يتزايد منسوب البحر ودرجة الحرارة والتبخر فيها، وبدأت التغيرات في هطول الأمطار وفيضانات الأنهار العابرة للحدود تتسبب بالفعل في احتباس التصريف. هناك انخفاض في توافر المياه العذبة، واضطرابات في العمليات المورفولوجية، وارتفاع في حدة الفيضانات وغيرها من الكوارث. تساهم بنغلادش بنسبة 0.1% فقط من انبعاثات العالم، مع أنها تضم 2.4% من سكان العالم. في المقابل، تشكل الولايات المتحدة حوالي 5% من سكان العالم، إلا أنها تنتج حوالي 25 % من التلوث الذي يسبب الاحتباس الحراري.
تزداد وتيرة موجات الحر وقوتها في الهند بسبب التغير المناخي. في عام 2019، بلغت درجة الحرارة 50.6 درجة مئوية، وقتل 36 شخصًا. مات 15 قردًا نتيجة إصابتهم بضربة شمس بعدما منعتهم مجموعة أخرى من القرود من الوصول إلى أقرب مصدر للمياه. من المتوقع أن تؤثر درجات الحرارة المرتفعة على 23 ولاية في عام 2019، بعد أن كانوا 9 ولايات في عام 2015 و19 ولاية في عام 2018. ازداد عدد أيام موجات الحرــ ليس فقط درجة الحرارة النهارية، ازادت درجات الحرارة الليلية أيضًا. كان عام 2018 سادس أكثر الأعوام حرارةً في البلاد، والحادي عشر بين الأعوام ال 15 الأكثر حرارةً منذ عام 2004. حطمت العاصمة نيودلهي رقمها القياسي بارتفاع درجة الحرارة إلى 48 درجة مئوية.
كتب الباحث البيئي هيم دولاكيا: «أوضح العلم بالإضافة إلى تجاربنا الذاتية بوضوح أن فصول الصيف الأطول والأكثر حرارة والأكثر فتكًا على وشك أن تصبح القاعدة بسبب التغير المناخي».
اليوم، وبسبب الاحتباس الحراري، ازدادت درجة حرارة العالم أكثر بمقدار درجة مئوية واحدة عما كان عليه قبل الثورة الصناعية. ووفقاً للكاتب والاس ويلز، إذا ارتفعت درجات الحرارة ولو درجة واحدة أخرى فإن «المدن التي تؤوي الملايين الآن، في مختلف أنحاء الهند والشرق الأوسط، ستصبح حارّة لدرجة أن الخروج في الصيف سيعتبر خطرًا قاتلًا». في الهند، يُقال إن التعرض لموجات الحر سيزداد بنحو 8 مرات بين عامي 2021 و2050، وبنسبة 300% بحلول نهاية هذا القرن. (راجع مقال: «التعرض للموجات الحر في الهند في العوالم الحالية مع زيادة 1.5 درجة مئوية ومع زيادة 2.0 درجة مئوية»، في مجلة إنفيرومينتال ريسيرش ليترز). ارتفع عدد الهنود المعرضين لموجات الحر بنسبة 200% منذ عام 2010 حتى 2016. تؤثر موجات الحر أيضًا على إنتاجية العمل الزراعي. وتؤثر على وسط وشمال غرب الهند أكثر من غيرها، وعلى الساحل الشرقي وتيلانغانا أيضًا. في عام 2015، شهدت المناطق الأخيرة 2500 حالة وفاة على الأقل. وللمرة الأولى في التاريخ، أبلغت ولاية كيرالا عن موجة حر في عام 2016. ينصح المعهد الهندي للأرصاد الجوية المدارية الحكومة بالتنبؤ بموجات الحر والتخفيف من حدتها. تعمل حكومة أندرا براديش، مثلًا، على وضع خطة عمل موجة الحر.
أغلقت موجة الحر المدارس والجامعات.
في العموم، انخفض عدد الوفيات الناجمة عن موجات الحر في الهند في السنوات الأربع الماضية. توفي أكثر من 2,000 شخص في عام 2015، و375 في عام 2017 و20 في عام 2018. «يقول المسؤولون أن هذا بفضل جهود الحكومة المبذولة لتقليل عدد الوفيات من خلال تشجيع المواطنين على تقليل أو تغيير أوقات العمل في الأيام الحارة وتوفير مياه الشرب المجانية للسكان المتضررين». استخدمت المياه أيضًا لتبريد الشوارع وأجبرت الشرطة على حراسة ناقلات المياه في ولاية ماديا براديش بعد أن تحولت المعارك على إمدادات المياه إلى معارك مميتة. كلفت هذه الإجراءات الكثير من المال والماء، كانت موارد الحكومة محدودة هذا العام بسبب الانتخابات الوطنية في البلاد. قد تستمر موجة الحر، بسبب تأخر هطول الأمطار الموسمية هذا العام.